# Mehanički ventilator
Mehanički ventilator ili uređaj za umjetno disanje naprava je koja se najčešće rabi za mehaničke ventilacije pomicanjem zraka kroz usta ili nos posebnim maskama i balonima kojima se upuhuje zrak u pluća bolesnika. Rabi se za ventilaciju ljudi s nedovoljnim samostalnim disanjem. Plin koji diše obično je obogaćen kisikom.
Moderni su mehanički ventilatori kompjuterizirani strojevi s mikroprocesorskim upravljanjem. Ako se primijeni brzo i ispravno, umjetno disanje može spasiti život.
U bolničkom liječenju obično se koristi na odjelima ili jedinicama za intenzivnu skrb ili tijekom operacijskih zahvata kada je bolesnik u anesteziji.
Gumena ili plastična cijev (endotrahealni tubus) postavlja se jednim krajem u dušnik, a drugim je vezana za respirator ili sustav za anesteziju, koji zamjenjuju rad dišne muskulature. Suvremene naprave održavaju pozitivni i negativni tlak potreban za disanje u fiziološkim granicama, kako ne bi došlo do oštećenja pluća, posebice u bolesnika koji su na dugotrajnom mehan. umjetnom disanju.